# Перфильев, Владимир Александрович
Владимир Александрович Перфильев — генерал-майор, конструктор вооружений, лауреат Государственной премии СССР в области науки и техники за 1978 год.

## Биография
Родился 24 мая 1925 года в Сестрорецке Ленинградской области в семье рабочего.
В 1941 году окончил 8 классов и после начала войны в числе других членов семей заводчан вместе с Сестрорецким заводом эвакуирован в Новосибирск, работал токарем-резьбовиком.
С сентября 1942 года по 1944 год учился в Ленинградской артиллерийской спецшколе (Тобольск), после её окончания 1 июня 1944 года призван в РККА и направлен в Смоленское артиллерийское училище (г. Ирбит Свердловской области). Выпущен в мае 1945 г. и в звании младшего лейтенанта прибыл на должность командира взвода управления в 50-й пушечный артиллерийский полк 216-й корпусной артиллерийской Харбинской бригады (Дальний Восток). Участвовал в войне с Японией, награждён орденом Красной Звезды и медалью «За победу над Японией».
С февраля 1946 по апрель 1947 г. командир взвода курсантов в школе сержантов 216-й корпусной артиллерийской Харбинской бригады, командир огневого взвода в 50-м пушечном артиллерийском полку этой бригады.
С апреля 1947 по 1952 год командир огневого взвода, старший офицер батареи 87-го гаубичного артиллерийского полка 39-й стрелковой Тихоокеанской дивизии.
В 1952-1957 гг. учился в Военной артиллерийской инженерной академии им. Ф.Э. Дзержинского, после её окончания направлен в в/ч 03080 (10 ГНИИП МО), где служил в должностях от старшего инженера-испытателя до начальника ведущего испытательного 1-го Управления (командира в/ч 03080-Л) по испытаниям систем противоракетной и противокосмической обороны.
Принимал участие в испытаниях новейших образцов вооружения противоракетной обороны, в том числе в пуске 4 марта 1961 года противоракеты В-1000 по перехвату баллистической цели.
В 1969 году защитил диссертацию на соискание степени кандидата технических наук.
За разработку и создание противоракеты в 1978 году была присуждена Государственная премия СССР в области науки и техники (в составе авторского коллектива).
С 1978 года заместитель начальника 45-го ЦНИИ МО по научно-исследовательской работе.
Уволен из рядов Вооруженных Сил в 1986 году по возрасту.
Скоропостижно умер 14 октября 2001 года. Похоронен на Митинском кладбище в Москве.